# Prefektura Aomori
Prefektura Aomori (jap. 青森県 Aomori-ken) – terytorialna jednostka administracyjna w regionie Tōhoku, w Japonii. Stolicą jest miasto Aomori. Prefektura ma powierzchnię 9 645,64 km². W 2020 r. mieszkały w niej 1 237 984 osoby, w 509 649 gospodarstwach domowych  (w 2010 r. 1 373 339 osób, w 511 427 gospodarstwach domowych) .

## Geografia
Prefektura Aomori jest najbardziej wysuniętą na północ prefekturą na wyspie Honsiu. Przez cieśninę Tsugaru graniczy z Hokkaido. Na południu graniczy z prefekturami Akita i Iwate. Miasto Ōma, usytuowane na północno-zachodnim krańcu półwyspu Shimokita, jest wysuniętym najdalej na północ punktem Honsiu. Półwyspy Shimokita i Tsugaru zamykają zatokę Mutsu. Pomiędzy tymi półwyspami znajduje się półwysep Natsudomari, północny koniec gór Ōu. Shimokita (o charakterystycznym kształcie topora), Tsugaru i Natsudomari widoczne są w symbolu prefektury.

### Miasta
| - Aomori (stolica) - Goshogawara - Hachinohe - Hirakawa | - Hirosaki - Kuroishi - Misawa | - Mutsu - Towada - Tsugaru |

### Powiaty
| - Kami-Kita - Noheji - Oirase - Rokkasho - Rokunohe - Shichinohe - Tōhoku - Yokohama | - Shimo-Kita - Higashidōri - Kazamaura - Ōma - Sai | - Higashi-Tsugaru - Hiranai - Imabetsu - Sotogahama - Yomogita | - Kita-Tsugaru - Itayanagi - Nakadomari - Tsuruta | - Minami-Tsugaru - Fujisaki - Inakadate - Ōwani | - Naka-Tsugaru - Nishimeya | - Nishi-Tsugaru - Ajigasawa - Fukaura | - Sannohe - Gonohe - Hashikami - Nanbu - Sannohe - Shingō - Takko |

W skład prefektury wchodzi 10 większych miast (shi) 22 mniejsze (chō lub machi) i 8 wsi (gmin wiejskich, mura).
| Nazwa                                            | Nazwa            | Nazwa      | Powierzchnia (km²) | Ludność   | Kod jednostki | Powiat          | Mapa |
| Polska nazwa                                     | Rōmaji           | Kanji      | Powierzchnia (km²) | Ludność   | Kod jednostki | Powiat          | Mapa |
| ------------------------------------------------ | ---------------- | ---------- | ------------------ | --------- | ------------- | --------------- | ---- |
| Ajigasawa                                        | Ajigasawa-machi  | 鰺ヶ沢町   | 343,08             | 9 044     | 02321         | Nishi-Tsugaru   |      |
| Aomori (stolica)                                 | Aomori-shi       | 青森市     | 824,61             | 275 192   | 02201         |                 |      |
| Fujisaki                                         | Fujisaki-machi   | 藤崎町     | 37,29              | 14 573    | 02361         | Minami-Tsugaru  |      |
| Fukaura                                          | Fukaura-machi    | 深浦町     | 488,90             | 7 346     | 02323         | Nishi-Tsugaru   |      |
| Gonohe                                           | Gonohe-machi     | 五戸町     | 177,67             | 16 042    | 02442         | Sannohe         |      |
| Goshogawara                                      | Goshogawara-shi  | 五所川原市 | 404,20             | 51 415    | 02205         |                 |      |
| Hachinohe                                        | Hachinohe-shi    | 八戸市     | 305,56             | 223 415   | 02203         |                 |      |
| Hashikami                                        | Hashikami-chō    | 階上町     | 94,00              | 13 496    | 02446         | Sannohe         |      |
| Higashidōri                                      | Higashidōri-mura | 東通村     | 295,27             | 5 955     | 02424         | Shimo-Kita      |      |
| Hirakawa                                         | Hirakawa-shi     | 平川市     | 346,01             | 30 567    | 02210         |                 |      |
| Hiranai                                          | Hiranai-machi    | 平内町     | 217,09             | 10 126    | 02301         | Higashi-Tsugaru |      |
| Hirosaki                                         | Hirosaki-shi     | 弘前市     | 524,20             | 168 466   | 02202         |                 |      |
| Imabetsu                                         | Imabetsu-machi   | 今別町     | 125,27             | 2 334     | 02303         | Higashi-Tsugaru |      |
| Inakadate                                        | Inakadate-mura   | 田舎館村   | 22,35              | 7 326     | 02367         | Minami-Tsugaru  |      |
| Itayanagi                                        | Itayanagi-machi  | 板柳町     | 41,88              | 12 700    | 02381         | Kita-Tsugaru    |      |
| Kazamaura                                        | Kazamaura-mura   | 風間浦村   | 69,55              | 1 636     | 02425         | Shimo-Kita      |      |
| Kuroishi                                         | Kuroishi-shi     | 黒石市     | 217,05             | 31 946    | 02204         |                 |      |
| Misawa                                           | Misawa-shi       | 三沢市     | 119,87             | 39 152    | 02207         |                 |      |
| Mutsu                                            | Mutsu-shi        | むつ市     | 864,12             | 54 103    | 02208         |                 |      |
| Nakadomari                                       | Nakadomari-machi | 中泊町     | 216,34             | 9 657     | 02387         | Kita-Tsugaru    |      |
| Nanbu                                            | Nanbu-chō        | 南部町     | 153,12             | 16 809    | 02445         | Sannohe         |      |
| Nishimeya                                        | Nishimeya-mura   | 西目屋村   | 246,02             | 1 265     | 02343         | Naka-Tsugaru    |      |
| Noheji                                           | Noheji-machi     | 野辺地町   | 81,68              | 12 374    | 02401         | Kami-Kita       |      |
| Oirase                                           | Oirase-chō       | おいらせ町 | 71,96              | 24 273    | 02412         | Kami-Kita       |      |
| Ōma                                              | Ōma-machi        | 大間町     | 52,10              | 4 718     | 02423         | Shimo-Kita      |      |
| Ōwani                                            | Ōwani-machi      | 大鰐町     | 163,43             | 8 665     | 02362         | Minami-Tsugaru  |      |
| Rokkasho                                         | Rokkasho-mura    | 六ヶ所村   | 252,68             | 10 367    | 02411         | Kami-Kita       |      |
| Rokunohe                                         | Rokunohe-machi   | 六戸町     | 83,89              | 10 447    | 02405         | Kami-Kita       |      |
| Sai                                              | Sai-mura         | 佐井村     | 135,04             | 1 788     | 02426         | Shimo-Kita      |      |
| Sannohe                                          | Sannohe-machi    | 三戸町     | 151,79             | 9 082     | 02441         | Sannohe         |      |
| Shichinohe                                       | Shichinohe-machi | 七戸町     | 337,23             | 14 556    | 02402         | Kami-Kita       |      |
| Shingō                                           | Shingō-mura      | 新郷村     | 150,77             | 2 197     | 02450         | Sannohe         |      |
| Sotogahama                                       | Sotogahama-machi | 外ヶ浜町   | 230,30             | 5 401     | 02307         | Higashitsugaru  |      |
| Takko                                            | Takko-machi      | 田子町     | 241,98             | 4 968     | 02443         | Sannohe         |      |
| Tōhoku                                           | Tōhoku-machi     | 東北町     | 326,50             | 16 428    | 02408         | Kami-Kita       |      |
| Towada                                           | Towada-shi       | 十和田市   | 725,65             | 60 378    | 02206         |                 |      |
| Tsugaru                                          | Tsugaru-shi      | つがる市   | 253,55             | 30 934    | 02209         |                 |      |
| Tsuruta                                          | Tsuruta-machi    | 鶴田町     | 46,43              | 12 074    | 02384         | Kita-Tsugaru    |      |
| Yokohama                                         | Yokohama-machi   | 横浜町     | 126,38             | 4 229     | 02406         | Kami-Kita       |      |
| Yomogita                                         | Yomogita-mura    | 蓬田村     | 80,84              | 2 540     | 02304         | Higashi-Tsugaru |      |
| Prefektura Aomori                                | Aomori-ken       | 青森県     | 9 645,64           | 1 237 984 | 02            |                 |      |
| * Miasta (shi) nie należą do żadnego z powiatów. |                  |            |                    |           |               |                 |      |

## Symbole prefektury
Symbolem prefektury Aomori jest jej stylizowana mapa, ukazująca "koronę" Honsiu: półwyspy Shimokita, Tsugaru i Natsudomari.

## Inne informacje
Dwa główne dialekty używane w prefekturze Aomori to tsugaru-ben i nambu-ben. Pierwszy z wymienionych przeważa na obszarze wokół miasta Aomori, drugi zaś występuje w okolicach Hachinohe.

## Ciekawostki
W położonej w prefekturze Aomori wiosce Shingō znajduje się rzekomy grób Jezusa. Zgodnie z miejscową legendą Jezus uciekł przed ukrzyżowaniem z Jerozolimy i osiedlił się w Japonii, gdzie został rolnikiem i założył rodzinę.

## Galeria

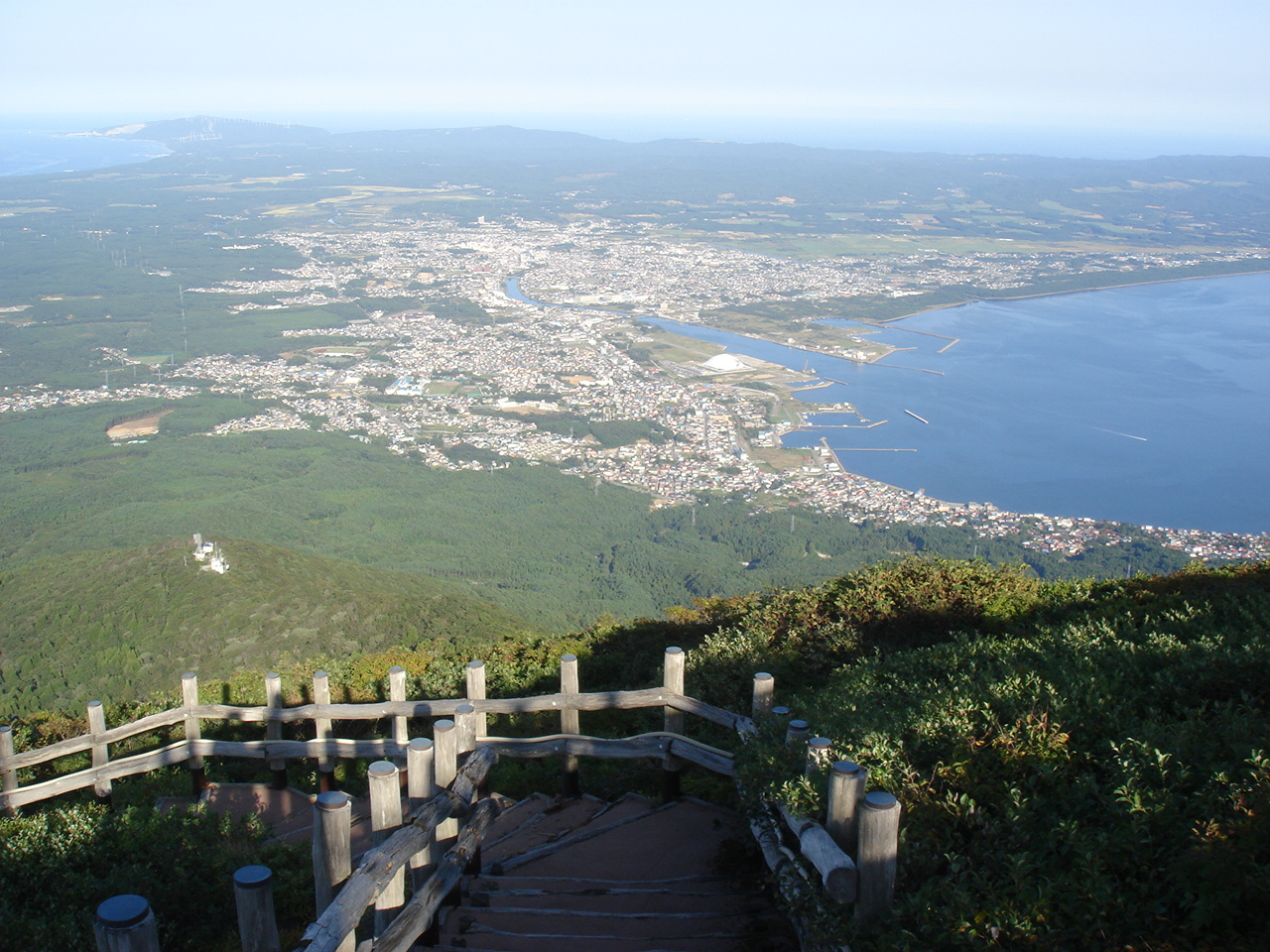
Widok na miasto Mutsu
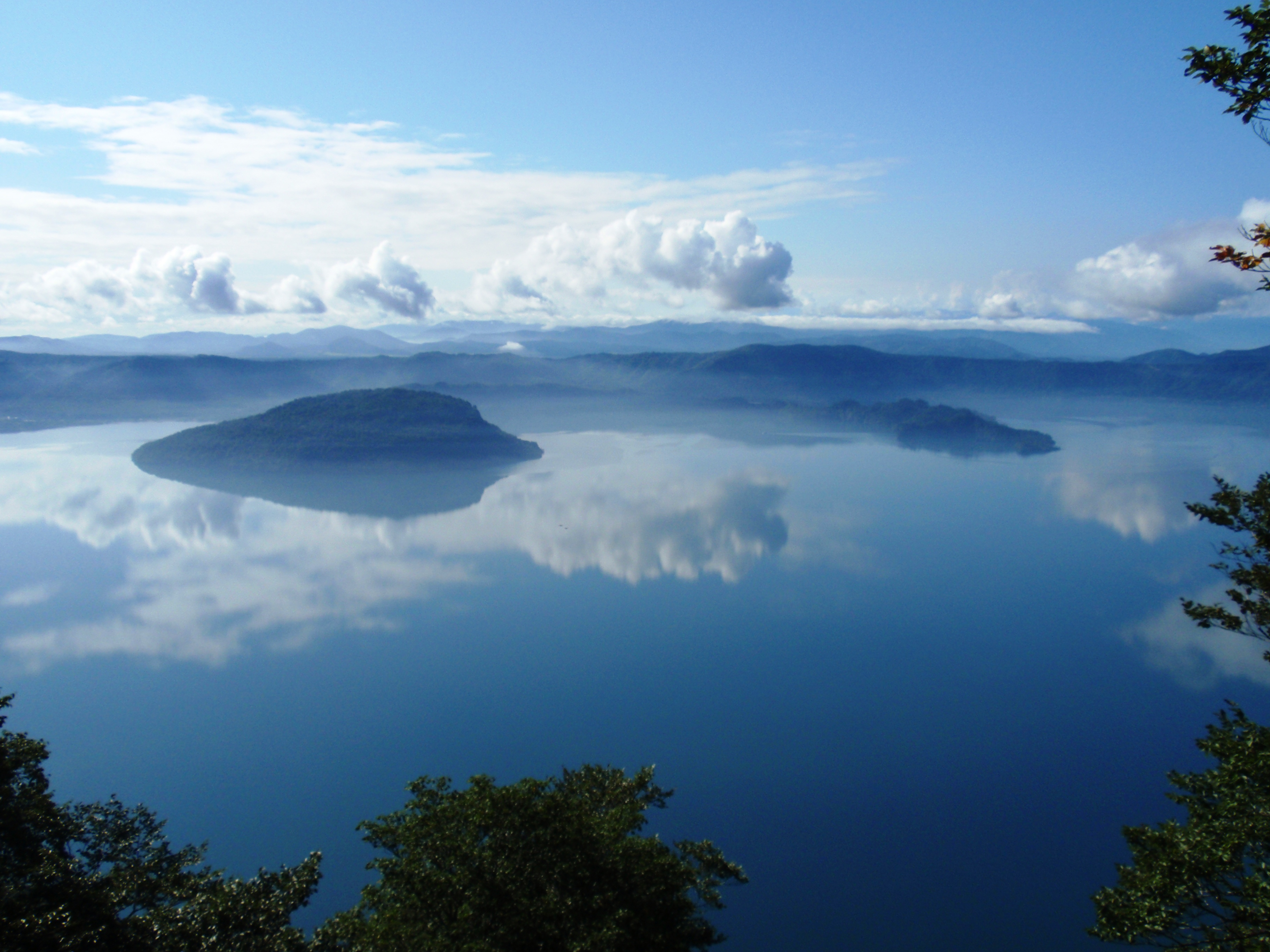
Jezioro Towada
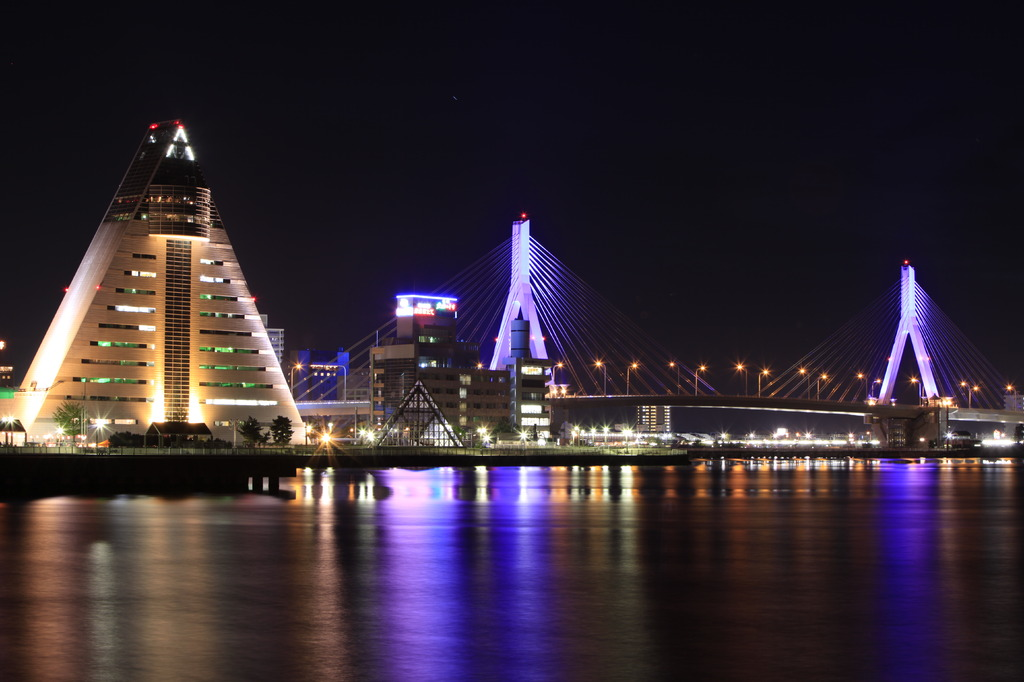
Zatoka Aomori
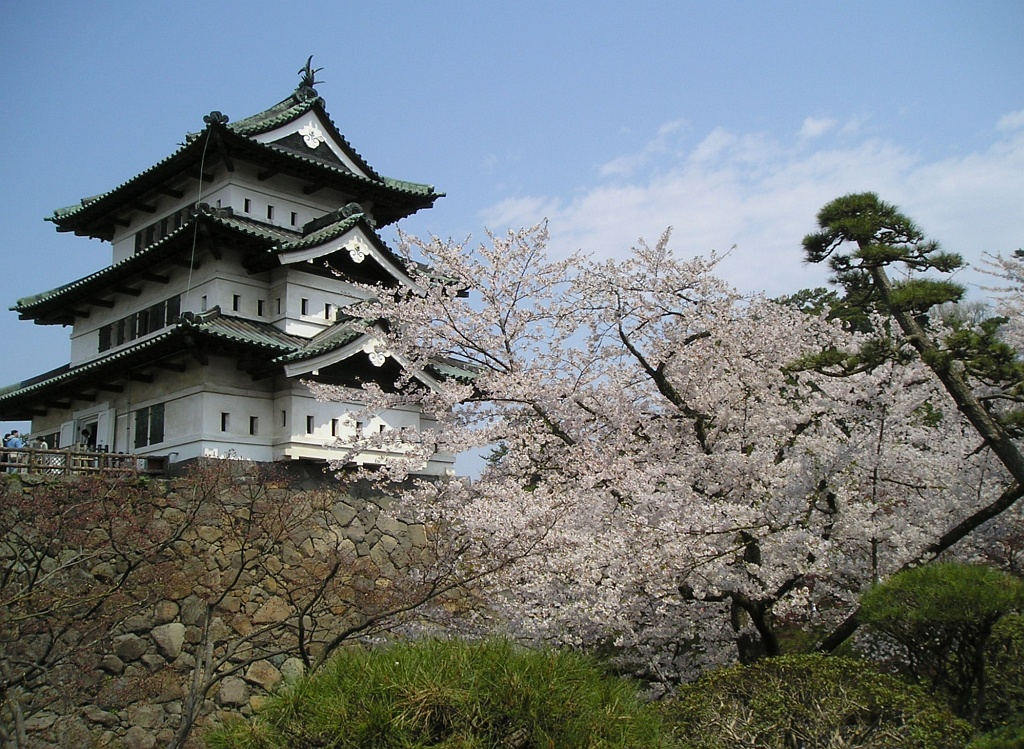
Zamek Hirosaki
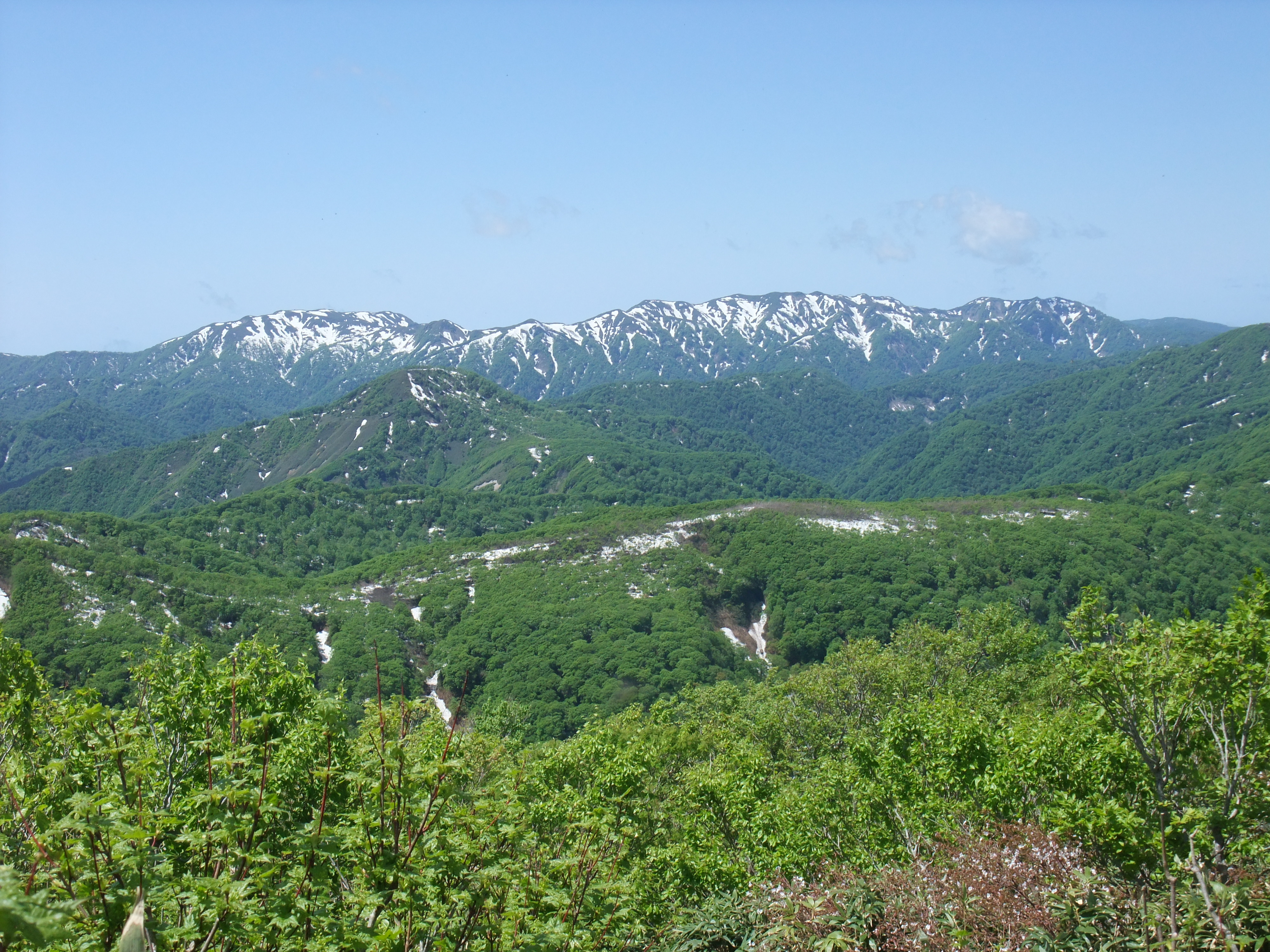
Góry Shirakami
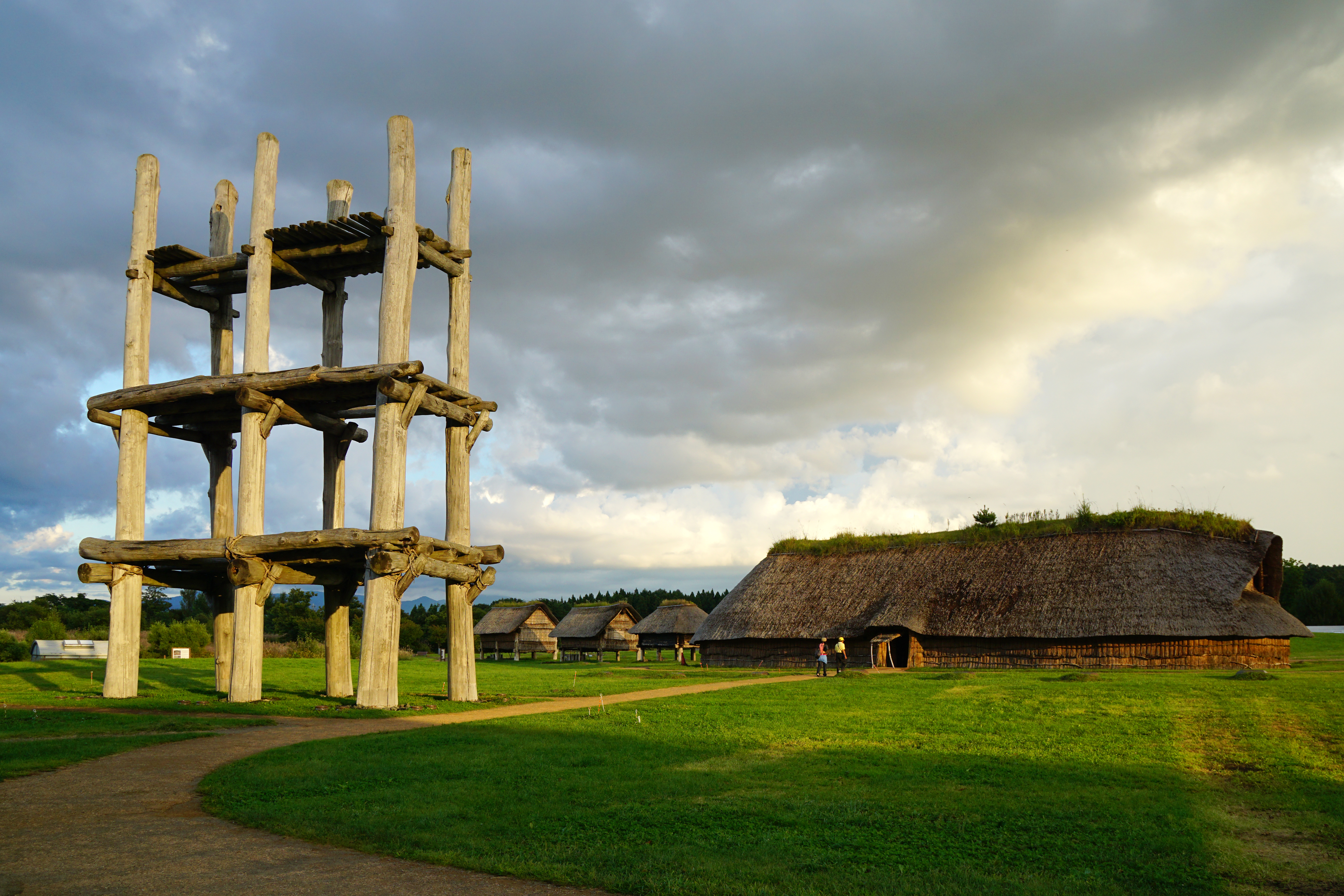
Sannai-Maruyama – stanowisko archeologiczne, neolityczna osada z okresu Jōmon